# Eugène Grébaut
Eugène Grébaut (París, 1846 - 8 de gener de 1915) va ser un egiptòleg francès.
El seu avi i oncle paterns van ser alcaldes de Courbevoie.

## Carrera
El 1883, i fins al 1886, va succeir Eugène Lefébure com a director de l’Institut francès d’arqueologia oriental, creat per Gaston Maspero el 1880. És autor de Hymne à Ammon-Ra : des papyrus égyptiens du musée de Boulaq.

Grébaut va ser un dels investigadors que va treure la sorra de la gran esfinx de l'altiplà de Guiza:
A principis de 1887 es van desenterrar el pit, les cames, l'esquena i l’altar. Es van netejar una sèrie de graons de la sorra i, finalment, es van prendre mesures precises de l’Esfinx. L’alçada de la part inferior dels graons era de 30 metres, l'espai entre les potes de l'esfinx d’uns 10,70 metres i l’amplada d'aquestes potes era de 3 metres. Allà hi havia un altar i es va descobrir una estela que data del faraó Tuthmosis IV, que feia referència a un somni del faraó, que li va ordenar que retirés la sorra de l’Esfinx.
El 1886 prengué el relleu de Gaston Maspero al capdavant del Servei d’Antiguitats Egípcies creat per Auguste-Édouard Mariette el 1858, cedint la direcció de l’IFAO a Urbain Bouriant. Va dirigir aquesta institució fins al 1892, quan va donar relleu a Jacques de Morgan.

## Publicacions
- Hymne à Ammon-Ra : des papyrus égyptiens du musée de Boulaq, París, A. Franck, 1874